# Nishada melanists
Nishada melanists là một loài bướm đêm thuộc phân họ Arctiinae, họ Erebidae.